# El Estado Nuevo (libro)
El Estado Nuevo es un libro publicado en 1935 por Víctor Pradera donde recopila diversos mítines, conferencias y artículos sobre teoría política, destinada a revelar leyes políticas fundamentales y proponer una visión adecuada del Estado.

El mundo, aquejado de toda suerte de dolores, formula entre arreboles de esperanza esta aspiración: hay que construir un Estado nuevo
Víctor Pradera, Introducción, El Estado Nuevo, 2ª ed. (1937), p. 21

Según señalan algunos autores su modelo, «fundado en la tradición foralista y desarrollado como reacción neotradicionalista», «fue un destacado referente» frente al régimen republicano, en primer lugar, y luego «como "libro de cabecera" en los años iniciales» del régimen franquista.

## Desarrollo
La visión política de Pradera estaba claramente vinculada a la propia de Vázquez de Mella, a quien consideraba un mentor y maestro intelectual. Fue evolucionando gradualmente, en el transcurso de unos 40 años, desde finales del siglo XIX. En un principio, sus argumentos se habían ido expresando en artículos de prensa y diversas intervenciones públicas, incluidas estas en las Cortes. Más tarde también tomaron forma de documentos para realizar conferencias y confeccionar libros históricos. La expresión casi final de la teoría política de Pradera, se recopiló mediante una serie de artículos impresos a lo largo de 1934, para integrarse finalmente en El Estado Nuevo, el libro publicado en Madrid en 1935.

En el prólogo de la nueva edición del libro de 1941 el conde de Rodezno escribió: «En su libro cumbre, El Estado Nuevo, volcó Pradera todo el fruto de su gran cultura política, histórica y filosófica al servicio de su preocupación patriótica. El Estado nuevo, nuevo en fuerza de ser viejo, era para él el Estado católico y monárquico español, el Estado histórico y tradicional, acoplado a las realidades presentes. Este libro de Pradera y el de la Hispanidad de Maeztu constituyen la concreción más exacta del pensamiento político español y los exponentes más acusados de la contrarrevolución en el plano intelectual. Pradera en España, como Maurras en Francia, era como una antorcha siempre encendida en el altar de la Patria.»

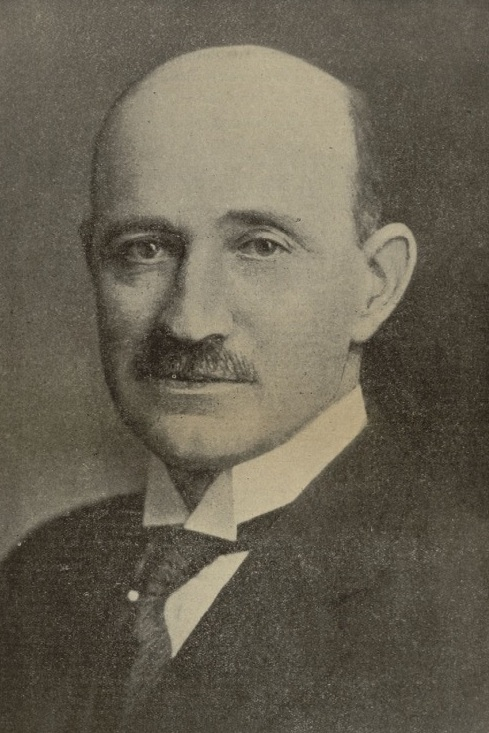
Víctor Pradera

## Temas claves
- Hombre. Un hombre no es por definición ni bueno (como querrían los pelagianos) ni malo (como querrían los protestantes ), sino simplemente débil. Esto da como resultado una dependencia humana de Dios, que no se puede eliminar. El concepto liberal de hombre, diseñado por Rousseau, es un intento de ignorar esta dependencia, y por lo tanto es defectuoso y falso. Este concepto es aún más llevado al extremo en el pensamiento socialista, desarrollado por Marx . Ambos defienden la causa de un individuo, libre de ataduras, y por este motivo ambos conducen a la destrucción de toda sociedad civil. Los derechos de un hombre existen no como libertades ilimitadas, sino solo cuando se combinan con deberes de un hombre, deberes hacia Dios.
- Sociedad. Es natural que los hombres, en el cumplimiento de sus funciones, formen diferentes grupos, por ejemplo, familias, municipios, gremios y regiones, que interactúan entre sí y forman una red de dependencias. Esta construcción está rematada por una nación, que no es un conjunto de individuos que comparten una misma identidad, sino una sociedad de sociedades orgánicamente constituida. Tal nación se ha desarrollado con el tiempo, a medida que los diferentes componentes sociales fueron gradualmente encajando unos con otros y construyendo una estructura común. Una sociedad como la describen los liberales, un conjunto de individuos iguales, es meramente un concepto teórico y no puede existir en la práctica.
- Nación. Una nación es una expresión política de una sociedad. Se construye mejor cuando evoluciona orgánicamente de acuerdo con los lazos tradicionales y el orden divino, como lo ha hecho la nación española. No es posible construir una nación contra estos principios, cortando los viejos lazos que han estado uniendo varios componentes orgánicos. Un intento de construir una nación de esta manera, como el nacionalismo catalán y vasco, está condenado al fracaso, ya que los catalanes y los vascos son tradicionalmente partes orgánicas de la entidad española. Sus características separadas deben reflejarse en una estructura descentralizada del Estado, que respete los derechos regionales. De esta manera las personalidades vasca y catalana, encarnadas en fueros, son complementarias y no contradictorias con el espíritu nacional.
- Monarquía. Una nación puede expresarse como una monarquía o como una república, aunque no hay duda de que sólo la primera opción se acerca a la perfección. Como Jefe del Estado, un monarca hereditario no depende de ninguna oligarquía, plebiscito o coalición temporal y egoísta de intereses, mientras sus intereses privados y los intereses públicos coinciden. Tal monarca podría ser asistido, si esto fuera necesario, por un conjunto de instituciones que lo rodean. No es un gobernante absoluto; sus poderes están limitados por los principios del orden divino y por la soberanía social de los componentes que forman la nación. Seguramente ningún monarca liberal puede cumplir este papel; sólo un monarca que respeta la tradición de una sociedad católica orgánica puede hacerlo.
- Representación política. Los partidos no pueden representar adecuadamente a una nación, y las Cortes deben construirse siguiendo otros lineamientos. Es lógico que una nación no sea homogénea y esté compuesta por varias clases, que son naturales, necesarias y mutuamente dependientes. Las seis clases principales son: agricultura, industria, comercio, propiedad, profesiones liberales y trabajo manual. Aparte de ellos, una estructura estatal consta de seis órganos estatales: diplomacia, poder judicial, ejército, clero, aristocracia y regiones. Otra categoría separada son los organismos y corporaciones nacionales, que está formada por una diversidad de ocupaciones e intereses. Cada clase debe enviar 50 representantes a la asamblea nacional, al igual que los organismos estatales (excepto las regiones), las regiones y los organismos nacionales. Las Cortes quedarían así compuestas por 450 diputados.
- Legislación. La ley está definida por tres órganos, el rey, las Cortes y el Consejo (formado por los reales nombrados). Cualquier nueva medida propuesta, si es aprobada por el rey, se discute en las secciones separadas de las Cortes y luego se acuerda en un debate común. Si es aceptada, la propuesta pasa al Consejo, que la examina desde el punto de vista constitucional y legal. Luego pasa al rey, quien lo aprueba o lo rechaza. En este último caso se puede repetir todo el proceso, pero el segundo veto real mata definitivamente la moción.
- Administración. Los poderes ejecutivos recaen en el Rey y sus designados. No obstante, el Estado sería una estructura bastante retraída; sus responsabilidades principales son salvaguardar el país contra designios extranjeros (ejército voluntario aunque es posible el reclutamiento en caso de urgencia), garantizar el orden interno y la seguridad y la búsqueda de la justicia, con base en el derecho público católico. El Estado trabaja por la unidad espiritual de una nación y es el encargado de regular los asuntos educativos, la función educativa misma se transfiere principalmente a la Iglesia.
- Cuestiones Sociales. Los agudos problemas sociales, incluida esta agónica España, fueron principalmente el resultado del liberalismo, el sistema que anteponía los derechos individuales al bien común y no permitía límites a la explotación de las ventajas resultantes de la acumulación de riqueza y poder. Los principios católicos proporcionan una lógica, y el estado corporativista, con todos los órganos de la sociedad debidamente representados, proporciona una maquinaria para resolver los problemas sociales e implementar mecanismos que regulen la distribución de la riqueza. Estos mecanismos incluyen el derecho a confiscar y redistribuir la propiedad privada no utilizada o abusada, que aunque natural y justa, estaba limitada por consideraciones religiosas y sociales.

Como afirman algunos autores las palabras finales del libro «compendian de manera exacta la tesis central del libro.» Y así dice Pradera:

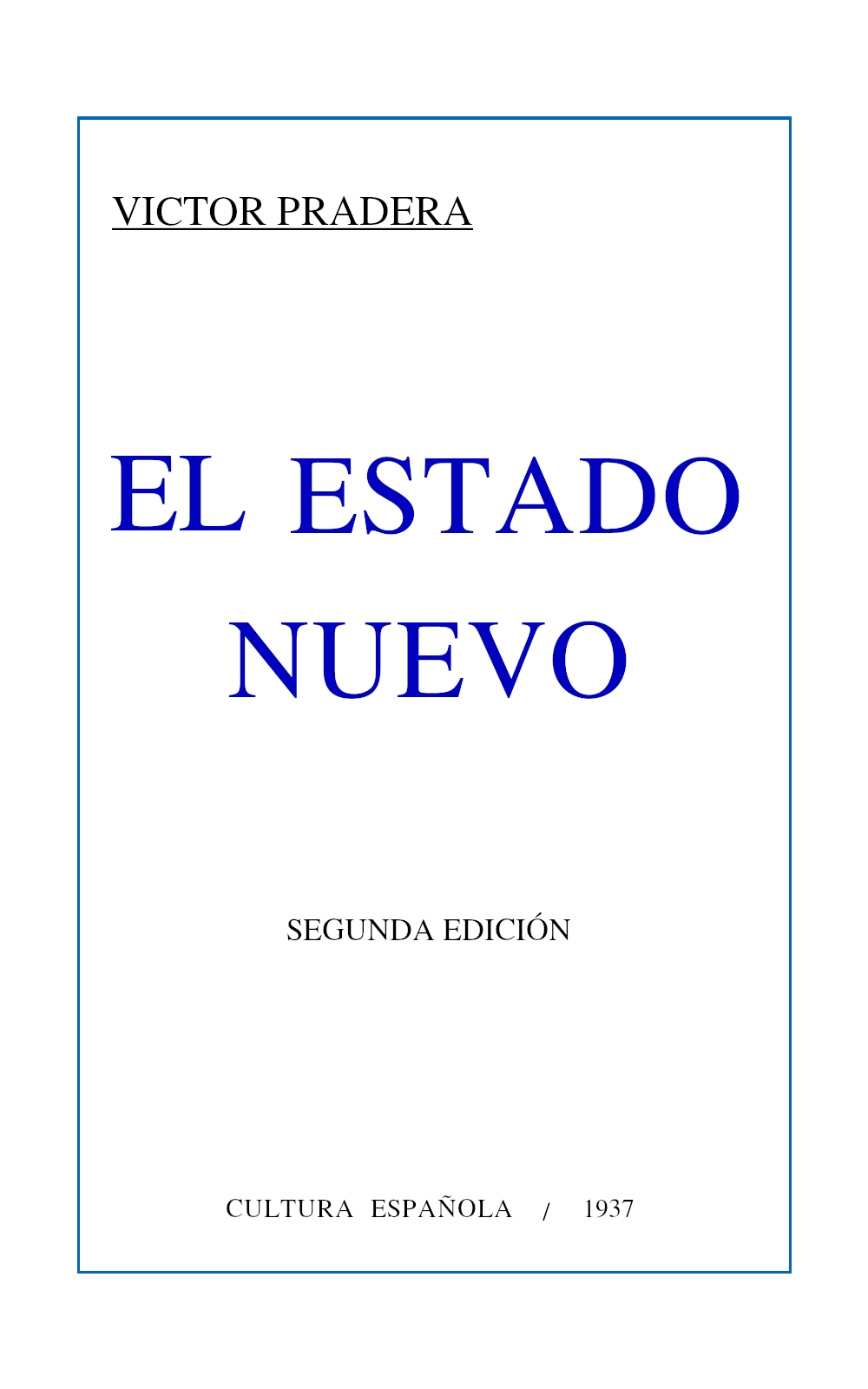
Portada recreada de El Estado Nuevo (Cultura Española, 2.ª ed., 1937)

En este estudio del Estado nuevo nos ha ocurrido cosa exactamente igual a la que aconteció al paradojista inglés [habla de G. K. Chesterton]: hemos descubierto que el nuevo Estado no es otro que el Estado español de los Reyes Católicos.
Víctor Pradera, Introducción, El Estado Nuevo, 2ª ed. (1937), p. 398

## Recepción
Tras la publicación de El Estado Nuevo, la obra fue aceptada incondicionalmente y con bastante entusiasmo entre los intelectuales carlistas como un discurso profundo de su ideología y una guía para el futuro. Entre la derecha española de la década de 1930, El Estado Nuevo tuvo un enorme impacto intelectual, especialmente porque a todas las formaciones en competencia, los alfonsinos de Renovación Española, los católicos de la CEDA y los fascistas de Falange, que crecían rápidamente, les faltaba una doctrina comparable, detallada, integrada y visionaria. La visión orgánica de la sociedad y la visión corporativista del estado futuro fueron ampliamente aceptadas y compartidas. Las diferencias clave se centraron en las cuestiones sobre la monarquía, los poderes coercitivos del estado y el grado de ingeniería social. Entre la izquierda, la visión de Pradera no llamó mucho la atención, ya que el carlismo y sus teorías no sólo se consideraban profundamente arcaicas, si no simplemente muertas hacía mucho tiempo. Algunos recibieron a El Estado Nuevo con diversión, como una tontería utópica, más que con hostilidad. En la izquierda marxista, sea socialista o comunista, la obra de Pradera fue considerada fascista. En la España franquista se alude con simpatía a la visión de Pradera –el propio Franco escribió un prólogo a la edición de 1945 de El Estado Nuevo– pero nunca como una supuesta fundamentación teórica del Estado. Hoy se suele considerar como una versión monárquica de la teoría corporativista. Algunos historiadores consideran la obra de Pradera como una desintegración más que una integración del carlismo, fruto del amorfismo político de la década de 1930.

## Versión inglesa
La edición inglesa, The New State, traducida por Bernard Malley, contaba con un prólogo de varias páginas que firmaba desde Roma Juan de Borbón, el mes de diciembre de 1938. Fue publicada en 1939 por la editorial Sands & Company.